# Robert G. Cousins

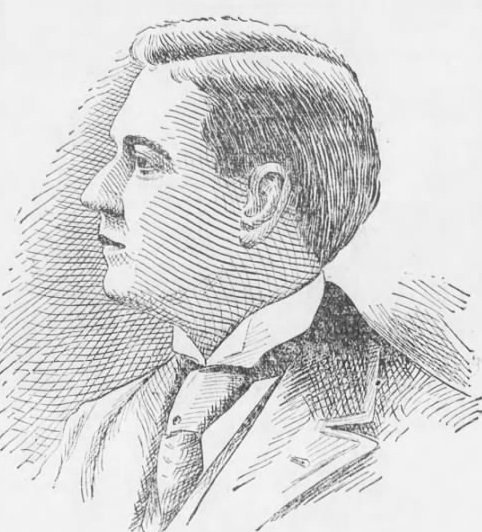
Robert G. Cousins, 1896

Robert Gordon Cousins (* 31. Januar 1859 bei Tipton, Cedar County, Iowa; † 20. Juni 1933 in Iowa City, Iowa) war ein US-amerikanischer Politiker. Zwischen 1893 und 1909 vertrat er den Bundesstaat Iowa im US-Repräsentantenhaus.

## Werdegang
Robert Cousins besuchte die öffentlichen Schulen seiner Heimat und danach bis 1881 das Cornell College in Mount Vernon. Nach einem anschließenden Jurastudium und seiner im Jahr 1882 erfolgten Zulassung als Rechtsanwalt begann er in Tipton in seinem neuen Beruf zu praktizieren. Gleichzeitig schlug er eine politische Laufbahn als Mitglied der Republikanischen Partei ein. Im Jahr 1886 wurde er in das Repräsentantenhaus von Iowa gewählt. Zwischen 1888 und 1890 war er Bezirksstaatsanwalt im Cedar County.
1892 wurde Cousins im fünften Wahlbezirk von Iowa in das US-Repräsentantenhaus in Washington, D.C. gewählt. Dort trat er am 4. März 1893 die Nachfolge von John Taylor Hamilton von der Demokratischen Partei an. Nach sieben Wiederwahlen konnte er bis zum 3. März 1909 insgesamt acht zusammenhängende Legislaturperioden im Kongress absolvieren. Zwischen 1897 und 1907 war er Vorsitzender des Ausschusses, der die Ausgaben des Finanzministeriums kontrollierte; von 1907 bis 1909 gehörte er dem Auswärtigen Ausschuss an. Während seiner Zeit im Kongress fand der Spanisch-Amerikanische Krieg von 1898 statt. Damals fielen unter anderem die Philippinen unter amerikanische Kontrolle. Unabhängig von diesem Krieg kam 1898 auch das ehemalige Königreich Hawaiʻi unter amerikanische Verwaltung.
Im Jahr 1908 verzichtete Cousins auf eine weitere Kandidatur. In den folgenden Jahren arbeitete er wieder als Anwalt in Tipton. Außerdem betätigte er sich als Schriftsteller und hielt Vorträge. Robert Cousins starb am 20. Juni 1933 in Iowa City und wurde in der Nähe von Tipton beigesetzt.